# Bagnères-de-Luchon
Bagnères-de-Luchon là một xã trong vùng Occitanie, thuộc tỉnh Haute-Garonne, quận Saint-Gaudens, tổng Chef-lieu des Kantos Bagnères-de-Luchon. Tọa độ địa lý của xã là 42° 47' vĩ độ bắc, 00° 35' kinh độ đông. Bagnères-de-Luchon nằm trên độ cao trung bình là 630 mét trên mực nước biển, có điểm thấp nhất là 611 mét và điểm cao nhất là 2737 mét. Xã có diện tích 52,8 km², dân số vào thời điểm 1999 là 2900 người; mật độ dân số là 55 người/km². Xã về phía nam của Montréjeau và Saint-Gaudens gần biên giới với Tây Ban Nha.

## Thông tin nhân khẩu
| 1962  | 1968  | 1975  | 1982  | 1990  | 1999  |
| ----- | ----- | ----- | ----- | ----- | ----- |
| 3.888 | 4.123 | 3.484 | 3.498 | 3.094 | 2.900 |